# Hans Georg Dusch
Hans Georg Dusch (* 31. Juli 1936 in Düsseldorf) ist ein deutscher Jurist. Von 1996 bis 2000 war er Präsident des Bundesamtes für die Anerkennung ausländischer Flüchtlinge in Nürnberg.

## Leben
Während seines Studiums der Rechtswissenschaften wurde er beim Corps Lusatia Breslau aktiv, später in Würzburg wurde er am 3. November 1958 in das Corps Moenania recipiert. Nachdem das Corps Lusatia Breslau 1993 mit dem Corps Lusatia Leipzig fusionierte, wurde er auch Alter Herr dieser farbentragenden, pflichtschlagenden Studentenverbindung.

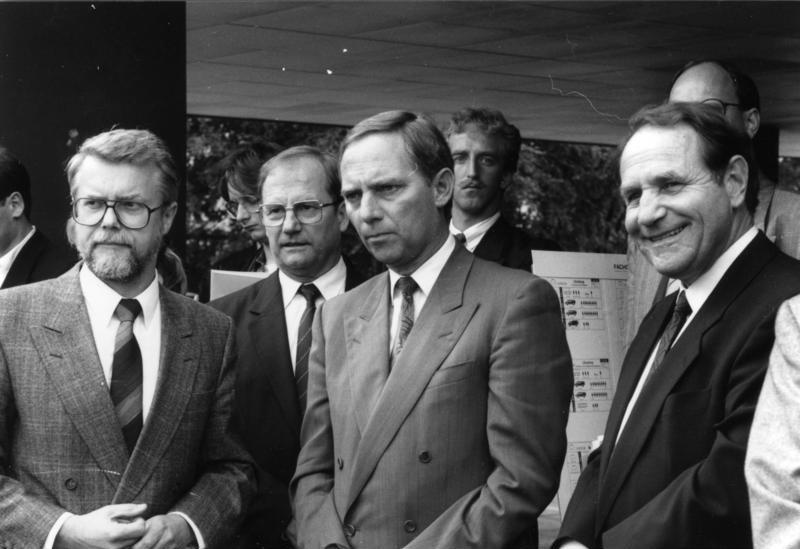
Besuch von Innenminister Wolfgang Schäuble beim Bundesamt für Zivilschutz (BZS) in Bonn, rechts außen Hans Georg Dusch

1967 wurde er zum Regierungsassessor bei der Wehrbereichsverwaltung in Düsseldorf. Drei Jahre später war er Regierungsrat beim Bundesministerium des Innern (BMI) in Bonn. 1971 wurde er Oberregierungsrat und 1974 Regierungsdirektor.
Von 1978 bis 1982 war er Direktor des Bundesamtes für die Anerkennung ausländischer Flüchtlinge in Zirndorf. Von 1985 bis 1995 war er Präsident des Bundesamtes für Zivilschutz. Dusch war 1996 bis April 2000 Präsident des Bundesamtes für die Anerkennung ausländischer Flüchtlinge in Nürnberg. Als Präsident legte er dem BMI dar, dass die geforderten Einsparungen nur über „Personalabbau“ erbracht werden können.
Laut Angaben des Spiegel stand er 1999 im Verdacht des Amtsmissbrauchs. Laut der Antwort der Bundesregierung auf eine Kleine Anfrage der Abgeordneten Petra Pau, Ulla Jelpke, Carsten Hübner, Fred Gebhardt und der Fraktion der PDS vom 22. Juni 2000 sei es jedoch „auf Grund des Fehlverhaltens“ nicht „zu Abschiebungen“ von Kosovo-Albanern nach dem Ausbruch des Kosovokrieges in Jugoslawien gekommen.